# GSC2211-1613
GSC2211-1613 — хімічно пекулярна зоря спектрального класу B0, що має видиму зоряну величину в смузі V приблизно  9,5.
Вона  розташована на відстані близько 362,8 світлових років від Сонця.

## Пекулярний хімічний склад
Зоряна атмосфера GSC2211-1613 має підвищений вміст 
He
.